# Graeme Hedley
Graeme Hedley (sinh ngày 1 tháng 3 năm 1957) là một cựu cầu thủ bóng đá người Anh có 107 lần ra sân ở Football League thi đấu ở vị trí tiền vệ cho Middlesbrough, Sheffield Wednesday, Darlington, York City và Hartlepool United. Ông cũng thi đấu ở Hồng Kông cho Ryoden và ở các hạng dưới của Anh cho Horden Colliery Welfare và Whitby Town. Sau khi giải nghệ, ông làm việc ở lĩnh vực bảo hiểm và phụ giúp vợ Pauline với công việc bưu điện tại Wolviston, County Durham. Ông từng dẫn dắt câu lạc bộ Easington Colliery của Northern League đầu thập niên 2000.